# 練馬大鳥神社
練馬大鳥神社（ねりまおおとりじんじゃ）は東京都練馬区の神社。

## 概要
正保年間（1645年～1648年）に創建された。三羽の鶴が当地に飛来したので保護したものの、死んでしまったことから「霊鳥」として崇め、鳥に関係する大鳥大社から分霊を勧請して神社にしたのが由来である。
境内には、「石薬師堂」と呼ばれる薬師如来の祠がある。自然石に「薬師如来」と刻まれており、1883年（明治16年）に建立された。
当社では、毎年11月に酉の市が開かれている。

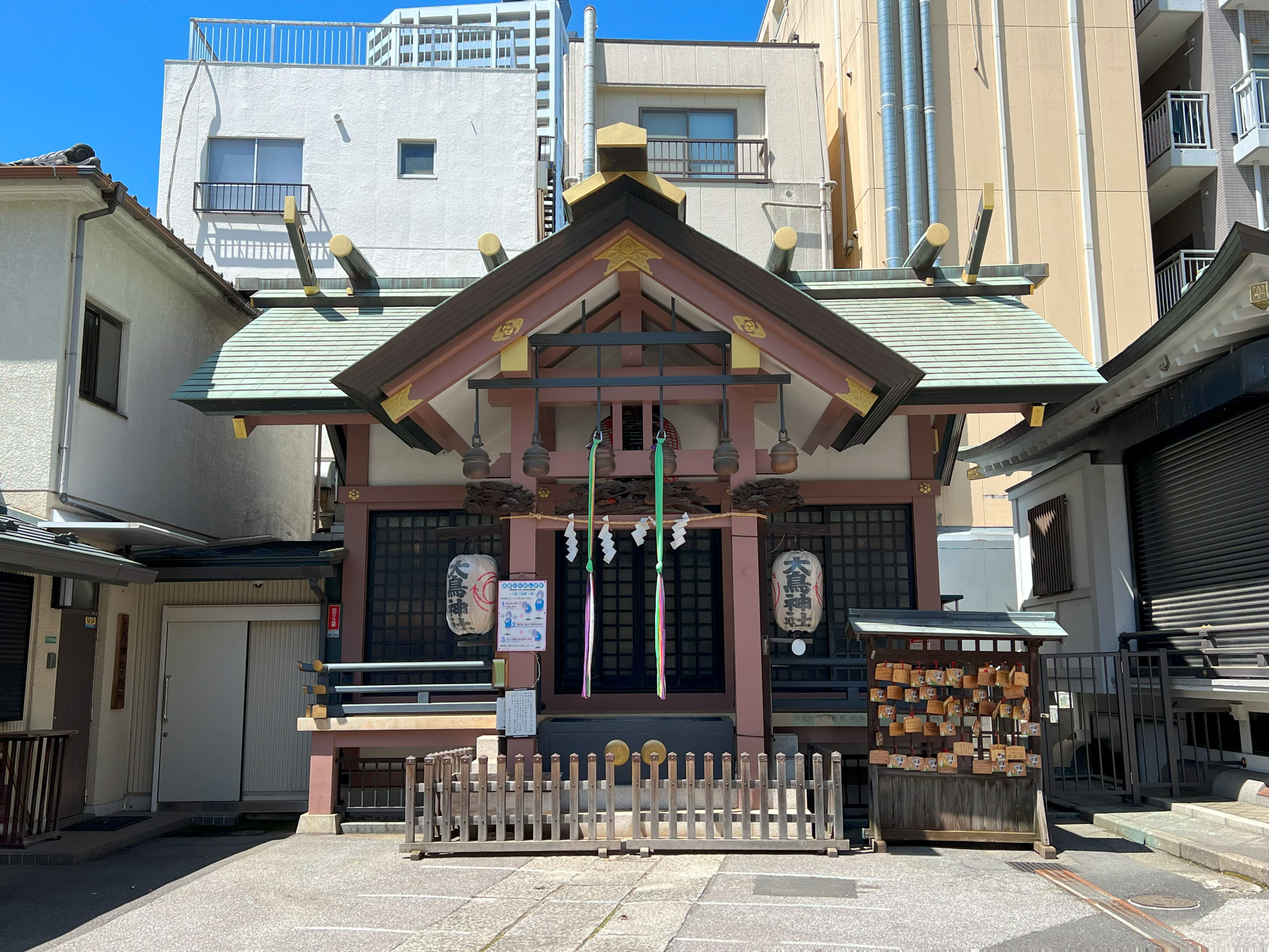
拝殿
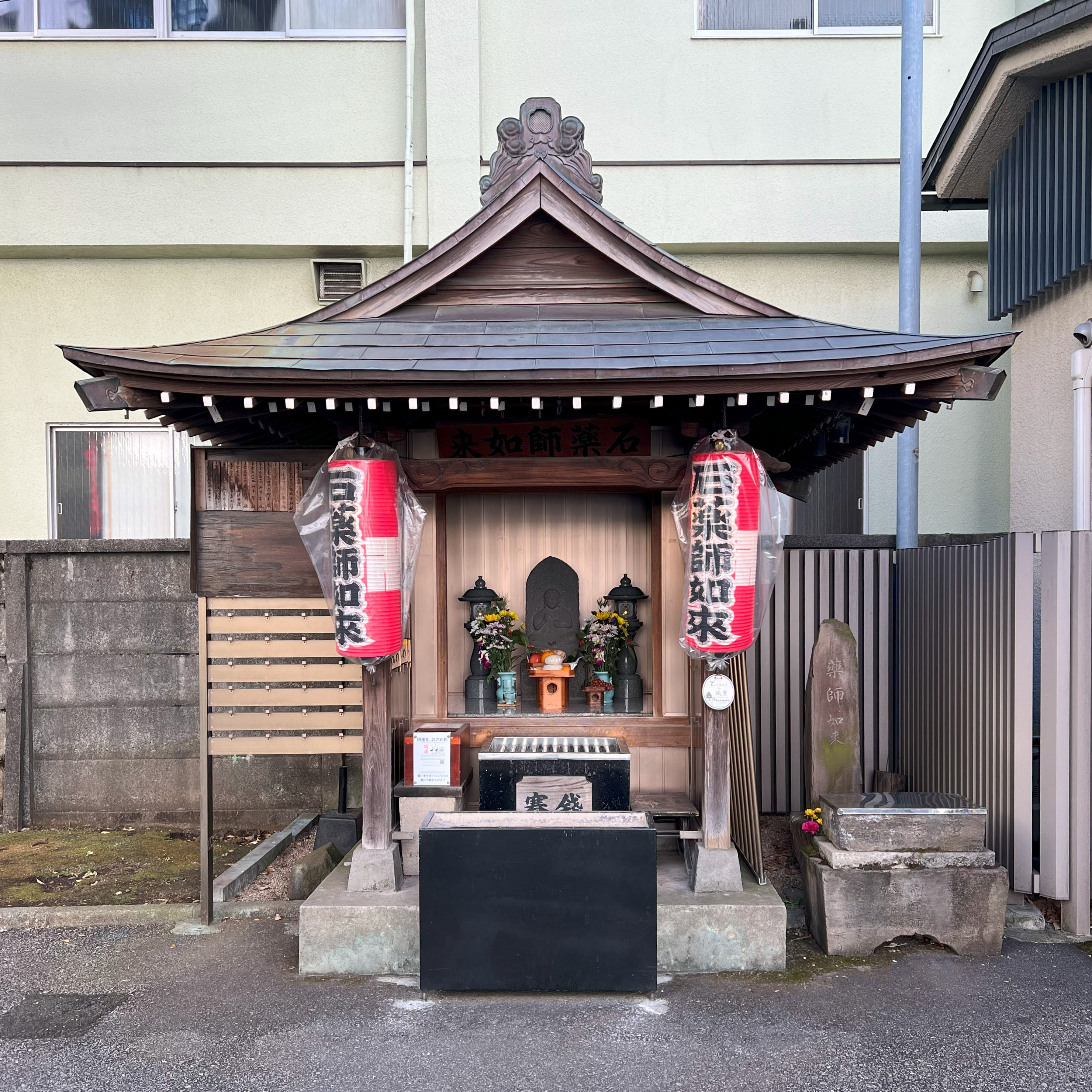
石薬師如来

## 交通アクセス
- 練馬駅より徒歩1分。